# Варвар

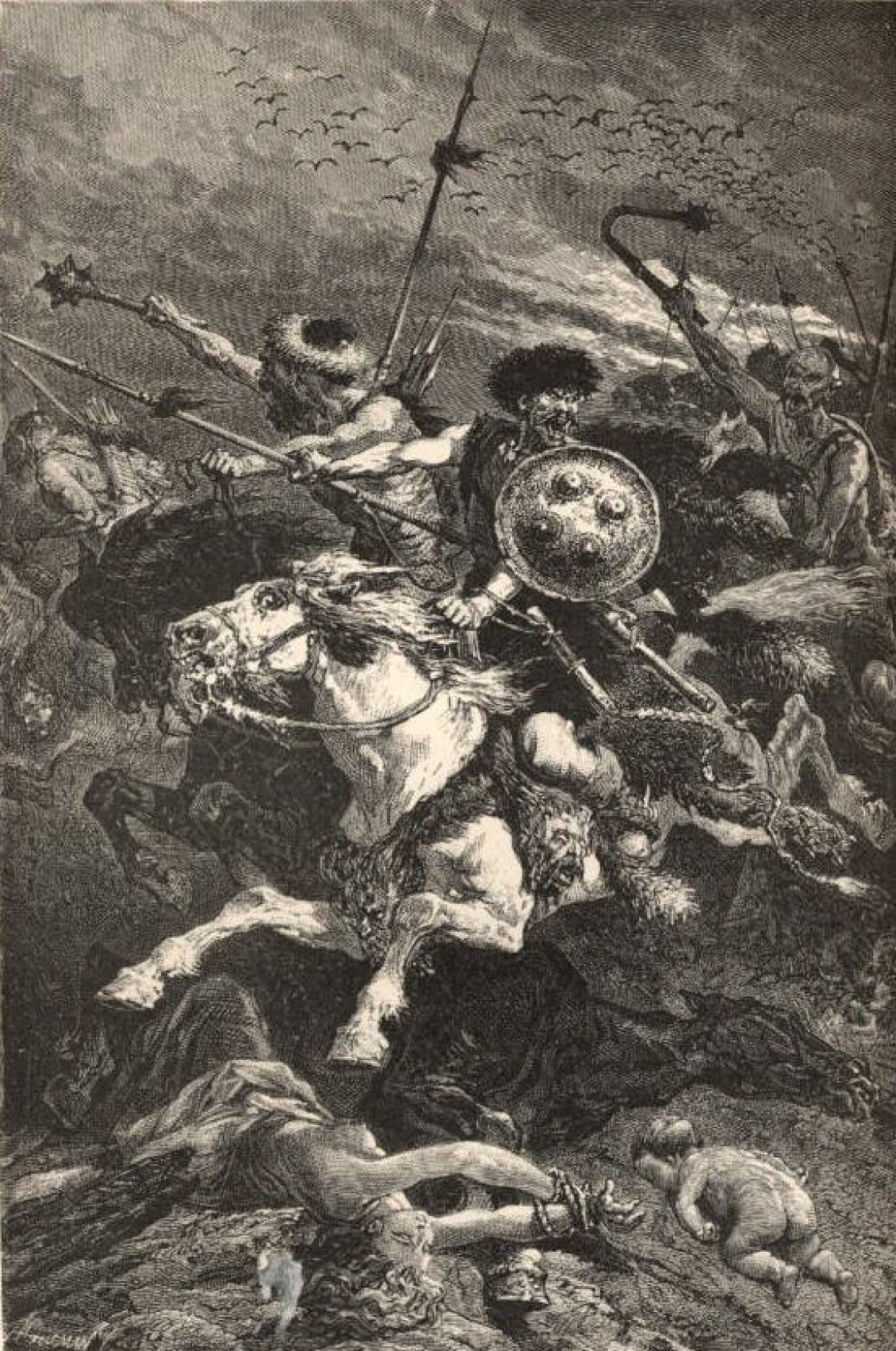
Гуни — уособлення варварства в часи Римської Імперії.

Ва́рвар (грец. βάρβαρος, множина βάρβαροι — «іноземці», буквально — «ті, що кажуть "бла-бла"» (βαρ-βαρ — бла-бла)) — зневажливий термін, яким позначають людину, представника певного народу або племені, що дійсно або уявно перебуває на доцивілізаційному або нижчому цивілізаційному рівні розвитку. Слово «варвар» має грецьке походження, однак поняття «варвар» і «варварство» має аналоги у інших не-елліністичних світоглядних системах світу. Є таке ім'я чоловіче.[джерело?]

## Європа

### Стародавня Греція
Термін «варвар» давньогрецького походження. Елліни вважали цивілізованими народи, які вшановують богів. А племена, що поклоняються стихіям, явищам, священним предметам, предкам, вони вважали нецивілізованими, тобто, варварами.
За іншою версією, греки так називали всіх, хто не належав до їх народності, надаючи йому відтінку зневаги.

### Стародавній Рим
Римляни в тому ж сенсі вживали це словосполучення, називаючи всіх неримлян і негреків «barbari»; але, наприкінці імперії, через часті сутички з германцями, цей термін, переважно, використовувався відносно останніх.
Він настільки увійшов в життєвий обіг, що самі германці почали називати себе «barbari», що видно з їхніх юридичних пам'яток. Згодом германці й інші народи Заходу, бажаючи окреслити грубість, жорстокість і взагалі низький розвиток східних народів, називали їх тим самим ім'ям.
Як греки, так і римляни, хоч і називали більшість сусідів варварами, однак не ставили їх на якісно інший щабель розвитку, як це робили засновники марксизму у ХІХ ст. та їх послідовники.

### ХІХ ст.— наш час
У ХІХ ст. це слово зробилося цілком загальним і нерідко й нині вживається в повсякденному житті, проте необхідно мати на увазі, що правильне його використання не дозволяє змішувати це словосполучення з терміном «дикі, дикуни».

### Україна
В Русі з 10 століття до московських часів 18 століття дикість, некультурність або ворожість того чи іншого етносу виражалось через узагальнювальний суфікс «-ва»: «литва», «мордва», «татарва» тощо.[джерело?]

## Східна Азія

### Китай

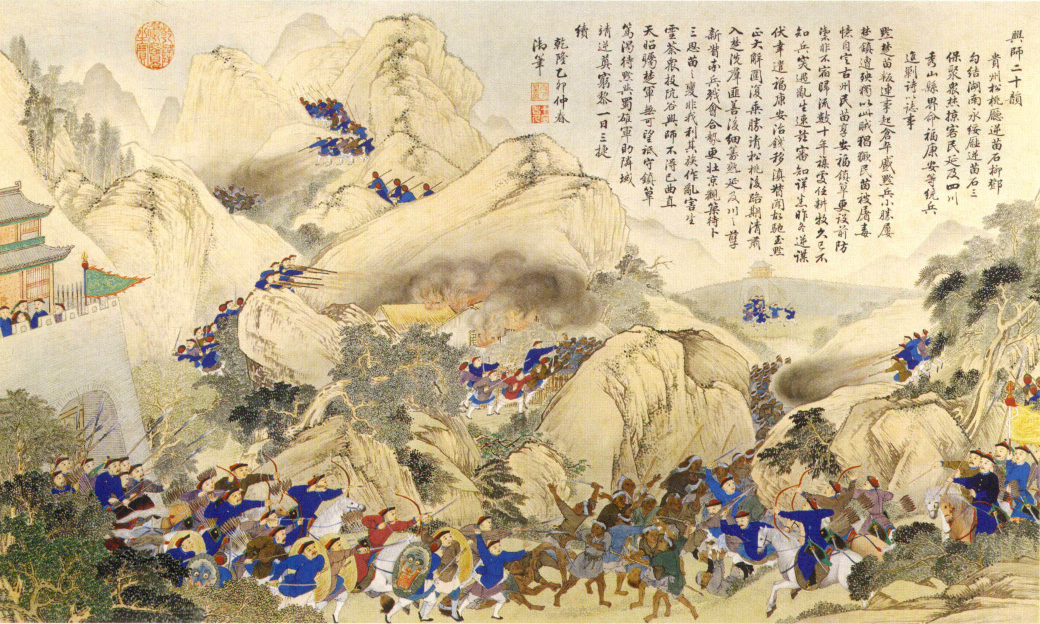
Китайська експедиція проти «південних варварів» народу Мяо (1795).

У стародавньому Китаї існувало поняття аналогічне грецькому «варвари». Китайці уявляли собі світ Піднебесною, в центрі якого знаходилася китайська цивілізація, а довкола неї мешкали дикі племена іноземців. Останні називалися їді (夷狄) або сиї (四夷, «четвірка варварів») і класифікувалися за чотирма сторонами світу. На заході жили сіжун (西戎, «західні душогуби»), на півночі — бейді (北狄, «північні собаки»), на сході — дун'ї (東夷, «східні карлики»), а на півдні — наньмань (南蠻, «південні гадюки»). «Серединні країни» чжунго та пізніше китайська імперія вважалися втіленням культури, а іноземні країни були лише периферією, що потребувала окультурення. Іноді власні назви іноземних народів і країн складалися з ієрогліфів, що мали негативне значення. Це були знаки, що позначали тварин або містили натяк на фізичну, моральну чи соціальну неповноцінність китайських сусідів. Наприклад, гунів називали сюнну (匈奴, «полохливі раби»), чжурчженів — нюйчжень (女真, «справжні жінки»), ухуанів — вувань (烏丸, «воронячі яйця»), японців — во (倭, «карлики»), монголів — менгу (蒙古, «дурні старці»), тощо.